# 下湖 (布呂爾)
50°48′54″N 6°51′11″E / 50.815093°N 6.853107°E

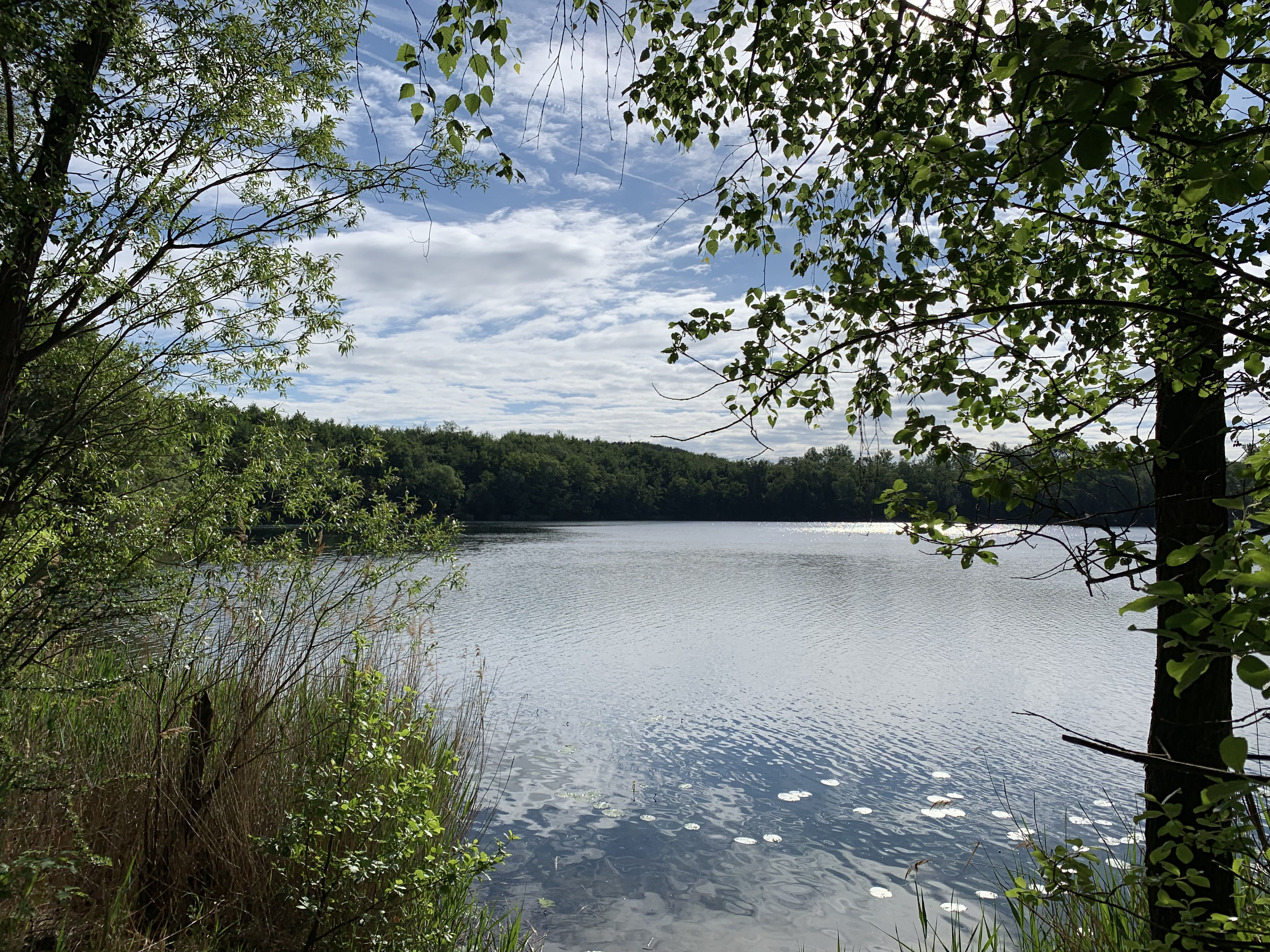

下湖（德語：Untersee）是一个位于德國西部的湖泊，由北萊茵-威斯特法倫州負責管轄，處於布呂爾，長0.9公里、寬0.4公里，海拔高度99米，平均水深4.8米，最大水深9.7米。